# Duché d'Aoste
1310 (1536) – 1861
Entités précédentes :
- Duché de Savoie : 
 - Aoste

Entités suivantes :
- Saint-Empire :
-  Duché d'Aoste

Le duché d'Aoste est un fief impérial érigé en duché à partir du duché de Savoie en Vallée d'Aoste, en 1536.
Gardant son allégeance avec la maison de Savoie et à la foi catholique, il constitue un des États de Savoie et est gouverné par un Conseil des Commis jusqu’en 1773.

## Histoire
Le val d'Aoste est considéré par l'historiographie traditionnelle comme un ducatus dès le XIIIe siècle, donnant régulièrement l'année 1238. Cette date correspondrait à l'érection par l'empereur du Saint-Empire, Frédéric II, de la vallée ainsi que du Chablais, en faveur du comte de Savoie Amédée IV, qui l'a soutenu.
Une autre version se fonde notamment sur les écrits d'Emmanuel-Philibert de Pingon (1525-1582), qui affirme que d'après un diplôme de l'empereur Richard de Cornouailles (1209-1272), le comte Pierre II de Savoie est « ducatibus Chablasii et Augustæ », le 17 octobre 1263. Toutefois les travaux de cet historiographe, au service du duc Emmanuel-Philibert de Savoie, font débat puisqu'ils reposent bien souvent sur une « reconstruction spéculative », comme a pu le rappeler dans une note le médiéviste Laurent Ripart dans sa thèse (1999). Ce diplôme a bien existé, mais de Pingon l'aurait travesti. Pour Laurent Ripart, le titre de ducatus Augustense n'a pu apparaître en réalité qu'au début du XIVe siècle. Le médiéviste Bernard Demotz explique qu'il s'agit du comte Amédée V de Savoie, en 1310, qui utilise le premier ce titre. Le comte de Savoie reçoit en effet, de la part de l'empereur Henri VII de Luxembourg, à la suite de son passage à Chambéry, capitale du comté de Savoie, le 24 novembre 1310, à Asti, le titre de prince d'Empire,. Dès lors, dans les titres énoncés dans les protocoles sont « comte de Savoie, duc de Chablais et d'Aoste, marquis en Italie et vicaire général d'Empire », titulature qui sera reprise et complétée par ses successeurs. Dès lors, la vallée d'Aoste est perçue comme un ducatus au sein des États de Savoie.
En 1326, Édouard de Savoie, comte de Savoie et duc d'Aoste, depuis la mort de son père d’Amédée V, en 1323, accorde des libertés à la ville d'Aoste lors des Audiences générales.
En 1496, la dignité  de « gouverneur et de lieutenant du duché d’Aoste » est instituée qui fait perdre de l’importance au poste du bailli de la vallée.
Le 29 février 1536, alors que les États de Savoie sont occupés par François Ier, se réunissent à Aoste les États généraux présidés par le bailli Mathieu de Lostan. Le 7 mars, l’Assemblée des États généraux crée le Conseil des Commis.
À l'année de sa création, en 1536, c'est le premier État en Europe à abandonner officiellement le latin comme langue écrite pour adopter le français, avant l’ordonnance de Villers-Cotterêts (1539) en France,,.
En 1770, Charles-Emmanuel III refuse de prêter serment aux prérogatives valdôtaines, qu’il considère féodales : les Royales Constitutions du royaume de Sardaigne remplacent le Coutumier. En 1773, le Conseil des Commis perd son pouvoir.